# Herbert Haresnape
Herbert Nickal Haresnape (Liverpool, 2 luglio 1880 – Birkenhead, 17 dicembre 1962) è stato un nuotatore britannico.

## Palmarès

### Olimpiadi
- Bronzo a Londra 1908 nei 100 metri dorso.